# Sporting Bruxelles
Sporting Bruxelles is een Belgische voetbalclub uit Brussel. De club is aangesloten bij de KBVB met stamnummer 6576 en heeft rood en blauw als kleuren.

## Geschiedenis
In 1946 werd de club Maccabi opgericht door de joodse gemeenschap. De voetbalclub AS Maccabi Bruxelles sloot zich begin jaren 60 aan bij de Belgische Voetbalbond, waar men stamnummer 6576 kreeg toegekend. De club speelde in de provinciale reeksen.
In 2010 werd RAS Maccabi Bruxelles hernoemd in Blue Star Bruxelles. Het jongerenbestuur creëerde voor de jeugdwerking een nieuwe club, die zich als Maccabi Brussels aansloot bij de KBVB onder stamnummer 9543. Het eerste elftal, op dat moment actief in Tweede Provinciale, bleef binnen de club Blue Star Bruxelles voort spelen.
In juni 2013 fusioneerde de club met SC Etoile Bruxelles-Capitale. Etoile Bruxelles was een Brusselse club met Marokkaanse roots, aangesloten bij de KBVB met stamnummer 9093 en net gedegradeerde uit Eerste Provinciale..De fusieclub werd Sporting Bruxelles genoemd en speelde verder met stamnummer 6576 van Blue Star in Tweede Provinciale.

## Resultaten
| Seizoen                   | Klasse | Klasse | Klasse | Klasse | Klasse | Klasse | Klasse | Klasse | Klasse | Reeks                                                    | Punten                                                   | Opmerkingen                                                                                       |
|                           | I      | I      | II     | III    | IV     | P.I    | P.II   | P.III  | P.IV   |                                                          |                                                          |                                                                                                   |
| ------------------------- | ------ | ------ | ------ | ------ | ------ | ------ | ------ | ------ | ------ | -------------------------------------------------------- | -------------------------------------------------------- | ------------------------------------------------------------------------------------------------- |
| Als RAS Maccabi Bruxelles |        |        |        |        |        |        |        |        |        |                                                          |                                                          |                                                                                                   |
| 2004/05                   |        |        |        |        |        |        |        |        | 2      | Vierde prov. Brab. C                                     | 67                                                       | Promotie                                                                                          |
| 2005/06                   |        |        |        |        |        |        |        | 11     |        | Derde prov. Brab. F                                      | 35                                                       |                                                                                                   |
| 2006/07                   |        |        |        |        |        |        |        | 1      |        | Derde prov. Brab. F                                      | 65                                                       | Kampioen en promotie                                                                              |
| 2007/08                   |        |        |        |        |        |        | 14     |        |        | Tweede prov. Brab. A                                     | 34                                                       |                                                                                                   |
| 2008/09                   |        |        |        |        |        |        | 3      |        |        | Tweede prov. Brab. C                                     | 59                                                       |                                                                                                   |
| 2009/10                   |        |        |        |        |        |        | 2      |        |        | Tweede prov. Brab. C                                     | 59                                                       | Geen promotie behaald na wedstrijden tegen KFC Eppegem (1-1) en KAC Betekom (0-0)                 |
| Als Blue Star Bruxelles   |        |        |        |        |        |        |        |        |        |                                                          |                                                          |                                                                                                   |
| 2010/11                   |        |        |        |        |        |        | 5      |        |        | Tweede prov. Brab. A                                     | 50                                                       |                                                                                                   |
| 2011/12                   |        |        |        |        |        |        | 2      |        |        | Tweede prov. Brab. C                                     | 71                                                       | Geen promotie behaald na wedstrijden tegen VV Houtem (2-1) en Royal Wavre Limal (3-2)             |
| 2012/13                   |        |        |        |        |        |        | 5      |        |        | Tweede prov. Brab. A                                     | 54                                                       |                                                                                                   |
| Als Sporting Bruxelles    |        |        |        |        |        |        |        |        |        |                                                          |                                                          |                                                                                                   |
| 2013/14                   |        |        |        |        |        |        | 2      |        |        | Tweede prov. Brab. C                                     | 63                                                       | In finaleronde geen promotie behaald tegen VK Liedekerke (7-1) en Racing Butsel (3-1)             |
| 2014/15                   |        |        |        |        |        |        | 4      |        |        | Tweede prov. Brab. C                                     | 51                                                       | In finaleronde geen promotie behaald tegen ERC Hoeilaart (3-0) en RFC Grez-Doiceau (5-1)          |
| 2015/16                   |        |        |        |        |        |        | 3      |        |        | Tweede prov. Brab. A                                     | 57                                                       | In finaleronde promotie behaald tegen RFC Grez-Doiceau (1-3) en Racing Butsel (3-0)               |
|                           | 1A     | 1B     | 1Am    | 2Am    | 3Am    | P.I    | P.II   | P.III  | P.IV   | Vanaf 2016-17 zijn er 3 nationale en 2 regionale niveaus | Vanaf 2016-17 zijn er 3 nationale en 2 regionale niveaus | Vanaf 2016-17 zijn er 3 nationale en 2 regionale niveaus                                          |
| 2016/17                   |        |        |        |        |        | 10     |        |        |        | Eerste prov. Brab.                                       | 38                                                       |                                                                                                   |
| 2017/18                   |        |        |        |        |        | 9      |        |        |        | Eerste prov. Brab. ACFF                                  | 33                                                       |                                                                                                   |
| 2018/19                   |        |        |        |        |        | 13     |        |        |        | Eerste prov. Brab. ACFF                                  | 28                                                       |                                                                                                   |
| 2019/20                   |        |        |        |        |        | 9      |        |        |        | Eerste prov. Brab. ACFF                                  | 29                                                       | Competitie stopgezet vanwege COVID-19-virus.                                                      |
| 2020/21                   |        |        |        |        |        | 10     |        |        |        | Eerste prov. Brab. ACFF                                  | 4                                                        | Seizoen geschrapt wegens de Coronacrisis                                                          |
| 2021/22                   |        |        |        |        |        | 4      |        |        |        | Eerste prov. Brab. ACFF                                  | 60                                                       |                                                                                                   |
| 2022/23                   |        |        |        |        |        | 5      |        |        |        | Eerste prov. Brab. ACFF                                  | 49                                                       | Verloren in play-offs voor interprovinciale eindronde tegen RU Lasne Ohain (1-0, na verlengingen) |
| 2023/24                   |        |        |        |        |        | 1      |        |        |        | Eerste prov. Brab. ACFF                                  | 82                                                       | Kampioen                                                                                          |
| 2024/25                   |        |        |        |        | 3      |        |        |        |        | Derde afdeling ACFF                                      | 48                                                       | Promotie doordat Seraing zijn U23 ploeg terug trekt uit 2e Afdeling.                              |
| 2025/26                   |        |        |        |        |        |        |        |        |        | Tweede Afdeling ACFF                                     |                                                          |                                                                                                   |